# Mörk jordhumla
Mörk jordhumla (Bombus terrestris) är en insekt i överfamiljen bin (Apoidea). Har tidigare kallats bara jordhumla.

## Beskrivning
Drottningen blir 20 till 23 millimeter lång, arbetaren 11 till 17 millimeter och hanen 14 till 16 millimeter. Drottning, arbetare och hane är svarta med rödgul krage och ett rödgult band långt framme på bakkroppen samt med vit bakkroppsspets. Hanen har bredare krage än honorna. Humlan är korttungad.

## Ekologi
Den mörka jordhumlan är vanlig i trädgårdar, jordbruksmark och slättbygd. Den uppträder även i stadsbebyggelse. Humlan besöker ofta långpipiga blommor, men då den med sin korta tunga inte kan komma åt nektarn på vanligt sätt, biter den hål på blomman vid nektargömman.
Favoritväxter är fruktträd, sälg, stockrosor, maskros, vresros, malvor, vallört, fibblor, tistlar, timjan och väddklint . Hos denna art har arbetarna olika arbetsuppgifter beroende på storlek. Det är främst de större arbetarna som flyger ut och samlar näring, medan de mindre tar hand om boet.
Vid polleninsamling från vissa blommor som rosor där pollenet sitter hårt fast tillämpar arten en teknik som på engelska brukar kallas "buzz pollination". Den innebär att humlan griper tag i ståndarna och vibrerar vingarna så att en hög ton hörs. Vibrationerna frigör pollenkornen från ståndarna.
Boet inrättas ofta i övergivna sorkbon under jord, men kan även inrättas i hus - i grunden, bland isolering eller på vinden. Det kan bli mycket stort och rymma flera hundra arbetare.
Arten parasiteras av snylthumlorna sydsnylthumla och jordsnylthumla, som tar över boet, dödar eller undertrycker drottningen, och tvingar arbetarna att uppföda deras avkomma.

## Utbredning
Humlan är vanlig i större delen av Europa. Arten är mindre bunden till ett tempererat eller subpolärt klimat än många andra humlor, och återfinns även i Främre Orienten, Medelhavsöarna och Nordafrika (inklusive Kanarieöarna). Populationerna på Kanarieöarna och Madeira ansågds tidigare vara egna arter (B. canariensis respektive B. maderensis), men betraktas nu som geografiska former eller som underarter.
Den är dessutom inplanterad i Nya Zeeland (1885 och 1906), på Tasmanien (1992) och i Chile. Arten har även oavsiktligt införts till Israel under 1960-talet. En intressant detalj är att den första inplanteringen, på Nya Zeeland, skedde för att man trodde den skulle hjälpa till vid pollineringen av rödklöver; med sin korta tunga klarar den emellertid inte av att pollinera denna ört, utan biter hål i örten och stjäl nektarn i stället.

### Förekomst i Sverige och Finland
Arten är mycket vanlig i södra Sverige. I västra delen av landet når humlan upp till Jämtland, och vidare längs Norrlandskusten upp till Norrbotten. Den är dock mindre vanlig längre norrut.
Arten har även observerats på Åland och södra och mellersta delarna av finska fastlandet, med ungefärlig nordgräns i Norra Österbotten. Två fynd har dock gjorts i Lappland, 2023 (nära Torneå), och 2021 (i Enare, nordöstra Lappland).

## Kommersiellt utnyttjande
Bon av mörk jordhumla säljs för pollinering av växthusplantor, främst tomater.

## Underarter
Internationella naturvårdsunionen (IUCN) nämner följande underarter:
- Bombus terrestris canariensis på Kanarieöarna
- Bombus terrestris sassaricus på Sardinien
- Bombus terrestris xanthopus på Korsika
- Bombus terrestris africanus i Nordafrika
- Bombus terrestris dalmatinus i sydöstra Europa och Turkiet
- Bombus terrestris lusitanicus på Iberiska halvön samt nominatunderarten
- Bombus terrestris terrestris i övriga delen av utbredningsområdet, inklusive Norden.

## Status
Den mörka jordhumlan är klassificerad som livskraftig ("LC") i både globalt, i Sverige och i Finland. Den betraktas dessutom som en invasiv art i Finland.

## Bildgalleri

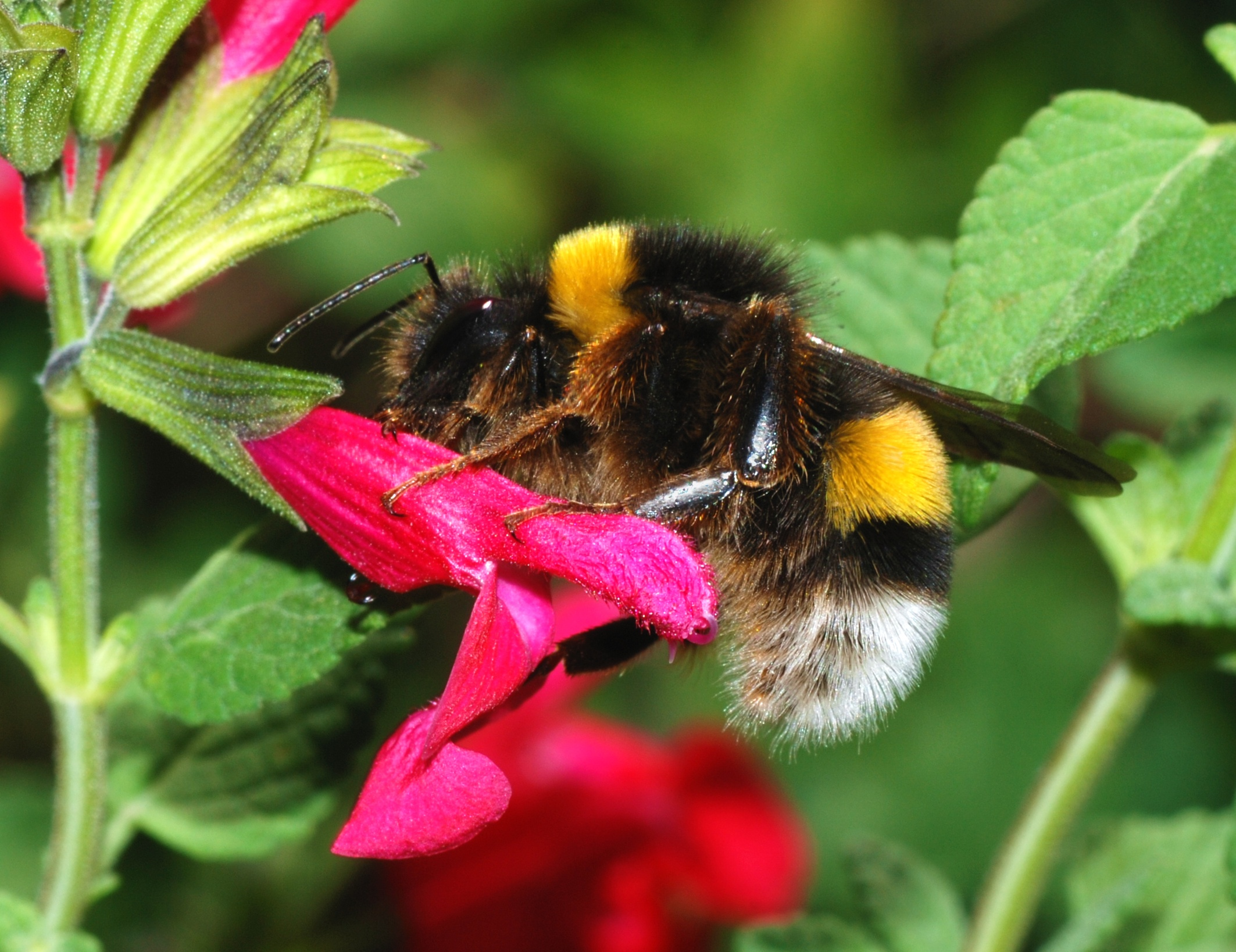
Hane som just har bitit hål på en blomma för att stjäla nektarn.
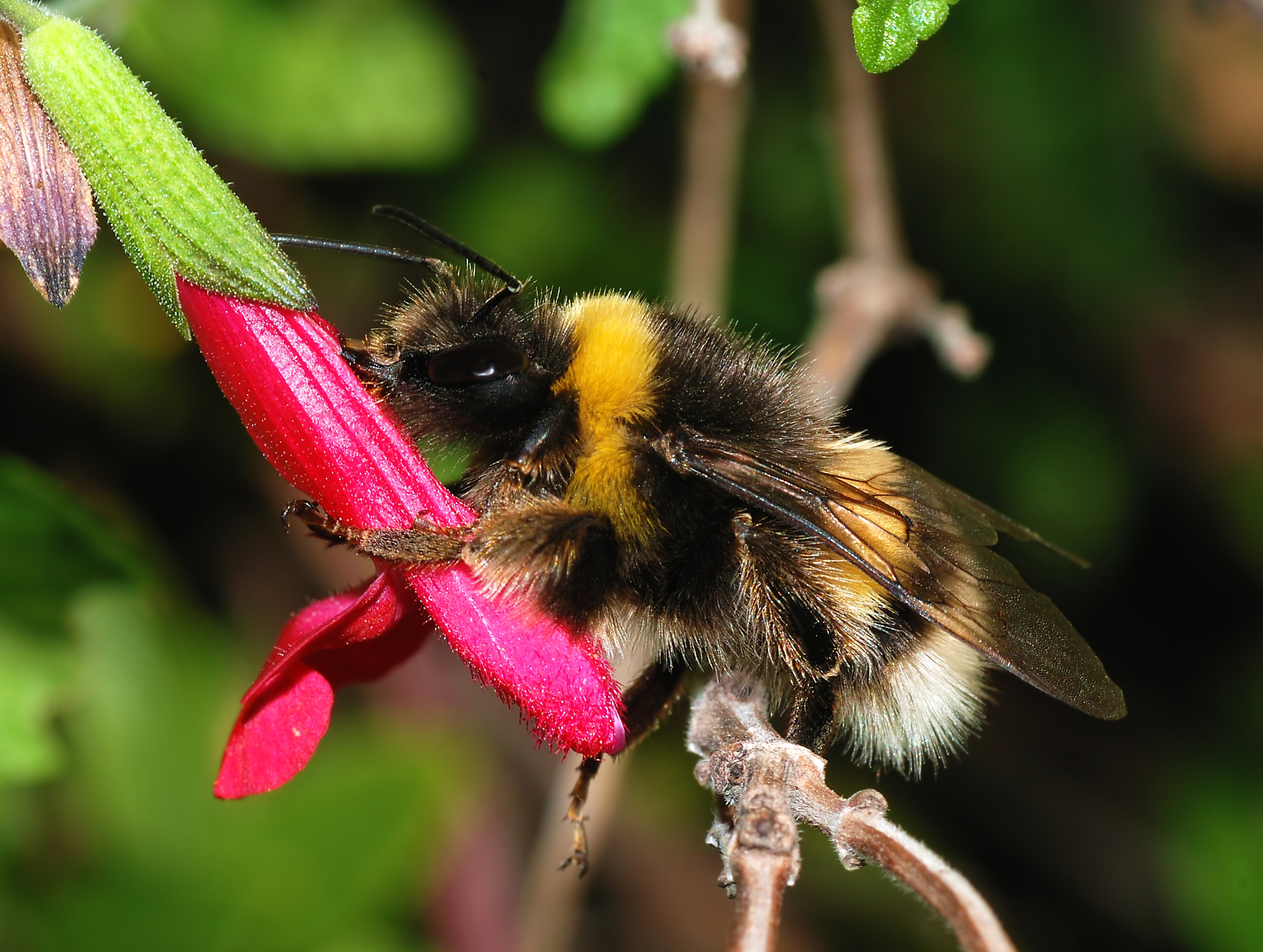
Hanen medan han suger upp nektarn.
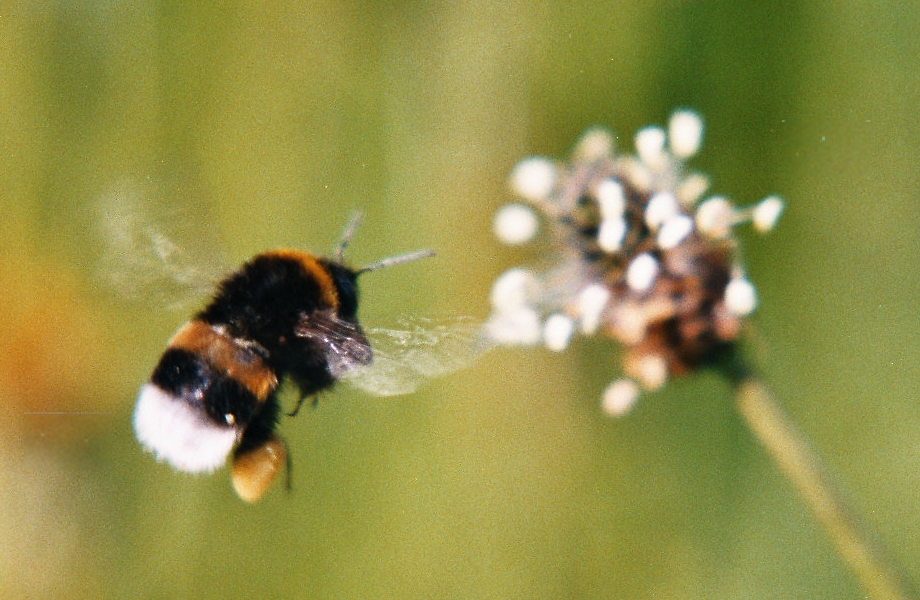
Mörk jordhumla på svartkämpar.
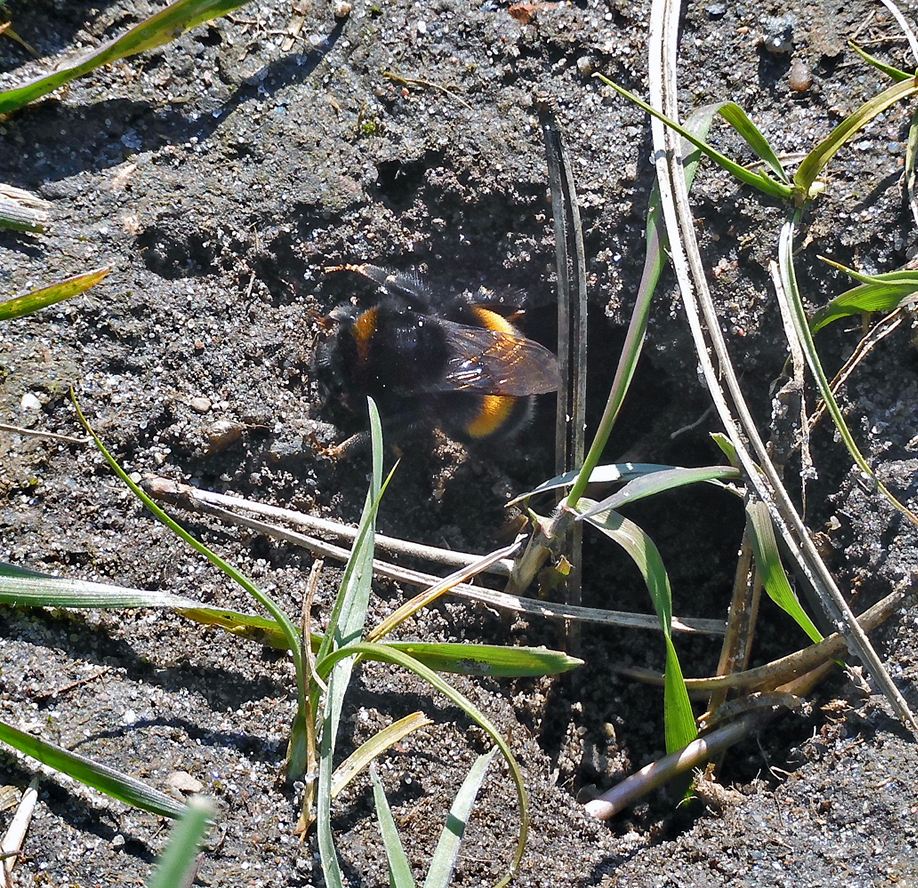
En humla vid ingången till sitt bo.

- Wikispecies har information om mörk jordhumla.